# Йохан II фон Изенбург-Браунсберг
Йохан II фон Изенбург-Браунсберг (на немски: Johann II von Isenburg-Braunsberg-Wied; † 1454) е господар на Изенбург-Браунсберг-Вид и граф на Вид.

## Произход
Той е син на граф Герлах фон Изенбург-Браунсберг-Вид († сл. 5 февруари 1413) и съпругата му Агнес фон Изенбург († сл. 9 юли 1402/1404), дъщеря на Йохан I фон Изенбург-Бюдинген († 1395) и съпругата му София фон Вертхайм († 1389), дъщеря на граф Рудолф IV фон Вертхайм и Елизабет Райц фон Бройберг.
Брат е на бездетния граф Вилхелм II фон Изенбург-Браунсберг, граф фон Вид (* ок. 1411; † октомври 1462), който, оставя през 1454 г. на внукът му Фридрих IV фон Вид, най-големият му син на племенницата му Анастасия, по случай сватбата му, графството Вид, господствата Браунсберг и Дирдорф и неговата част от замък и Господство Изенбург.

## Фамилия
Първи брак: през 1400 г. с графиня Агнес фон Вестербург († 1415) от Дом Рункел, дъщеря на Йохан II фон Вестербург († 1410) и графиня Анастасия фон Лайнинген († сл. 1408), дъщеря на граф Емих VI фон Лайнинген-Хартенбург († 1381) и втората му съпруга Маргарет фон Хабсбург-Кибург († сл. 1381). Те имат една дъщеря:
- Анастасия фон Изенбург-Браунсберг-Вид (* ок. 1415; † 1460), наследничка, омъжена 1427 г. за Дитрих IV фон Рункел (* пр. 1402; † сл. 22 февруари 1462)[3]

Втори брак: сл. 1415 г. с Кунигунда фон Вестербург († пр. 2 февруари 1428), сестра на първата му съпруга. Бракът е бездетен.
Трети брак: пр. 2 февруари 1428 г. с графиня Кунигунда фон Зафенберг († 1454), дъщеря на граф Вилхелм фон Зафенберг-Нойенар († 1424/1432) и Мехтилд фон Райфершайт († сл. 1445). Бракът е бездетен.